# Paul Delatte (OSB)
Pour les articles homonymes, voir Delatte.
Dom Paul Delatte ou docteur Henri Delatte, né Olis-Joseph Delatte le 27 mars 1848 à Jeumont et mort le 20 septembre 1937 à Solesmes, est un théologien, religieux de l'ordre de Saint-Benoît, troisième abbé de Saint-Pierre de Solesmes de 1890 à 1921.

## Biographie

### Naissance et famille
Olis-Joseph Delatte naît à Jeumont le 27 mars 1848. À l'état-civil, le futur abbé Paul Delatte est déclaré par son père avec les prénoms Olis-Joseph. 
Olis est en effet le deuxième prénom de son grand-père paternel, Augustin-Olis Delatte (1791 - † 1843). Le futur Bénédictin est, de même selon l'acte de naissance, le fils de Charles[-Joseph] Delatte (1819 - † 1851), charron, et de Philippine Lanthier (1824 - † 1899), ménagère. Selon une autre source, ses parents donnent naissance à un autre fils lui aussi prénommé Olis-Joseph, né en 1845 et mort en 1847. La grande majorité de ses ancêtres venaient de Jeumont, Marpent et Grand-Reng (Belgique).
Plus tard, lorsqu'il obtient le doctorat, il s'appelle Henri Delatte. Encore le prénom Olis-Henri est-il en usage, avant de devenir moine, tandis qu'il préfère le nom de saint Paul en tant que religieux. Certains documents mentionnent aussi le prénom de Paul-Marie-Olis.

### Premières carrières
Après ses études, il devient professeur de la Société Saint-Bertin à Saint-Omer, où il passe quelques années de carrière.
Puis il est nommé vicaire à Tourcoing.
Ordonné prêtre le 29 juin 1872 pour le diocèse de Cambrai, il est nommé vicaire de la paroisse de Notre-Dame-de-Lourdes de Roubaix puis celui de Saint-Étienne de Lille. Son intelligence remarquable le destine à l'enseignement universitaire. À partir de 1879, il occupe ainsi à l'âge de 31 ans la chaire de philosophie de l'université catholique de Lille dont il est l'un des fondateurs de la faculté,. Il est réputé comme un des artisans du renouveau thomiste. En 1882, il devient docteur en théologie après une soutenance de thèse remarquée.

### Entrée à Solesmes

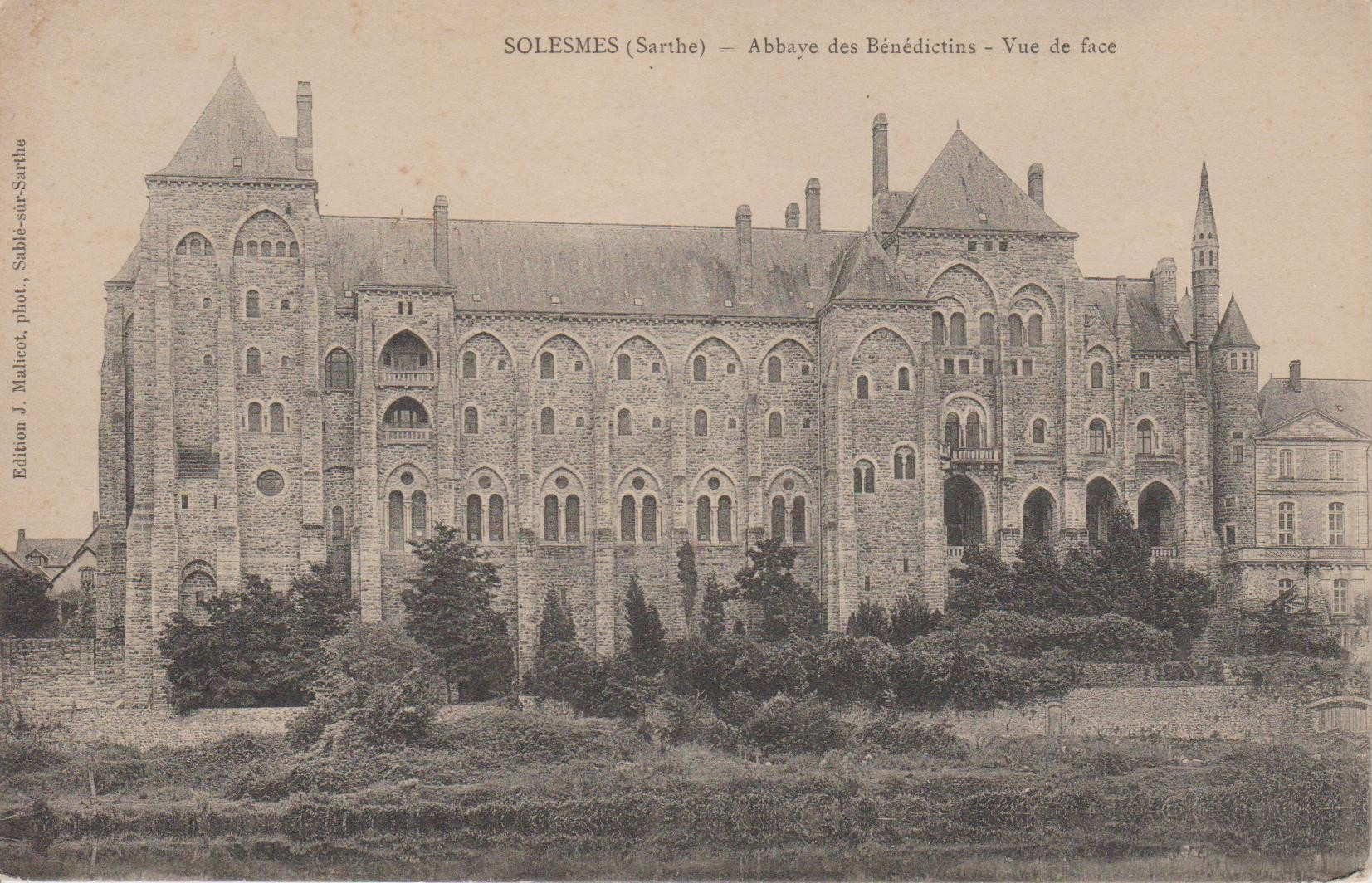
Le bâtiment actuel de l'abbaye Saint-Pierre, si grand, fut édifié sous l'abbé Paul Delatte.

En 1874, il effectue sa retraite spirituelle à l'abbaye Saint-Pierre de Solesmes, en rencontrant l'abbé Prosper Guéranger. Il lui parle de son désir pour la vie monastique, or ce prieur décède en 1875. 
À la surprise de ses confrères, il se retire finalement le 29 septembre 1883 à Solesmes. Puis il fait sa profession le 21 mars 1885. Le monastère profite de sa connaissance profonde. Aussitôt, il est chargé d'enseigner, aux jeunes moines, la philosophie, la théologie dogmatique, la théologie morale et le droit canonique.

### Abbatiat
Lors de la dernière maladie de l'abbé Louis-Charles Couturier, en qualité de prieur depuis 1888, il est confié de soutenir sa fonction, devenue difficile pour le malade. 
À la suite de la mort de l'abbé Couturier, survenue le 29 octobre 1890, les moines de Solesmes le choisissent, le 9 novembre, pour lui succéder. 
Dom Delatte est si jeune que l'élection connaît sa difficulté, entre lui et Dom Logerot, de 8 ans son aîné. Il reçoit la bénédiction abbatiale le 8 décembre 1890, fête de l'Immaculée Conception. Ce serait la raison pour laquelle il emploie le nom de Marie.    
À cette époque, et depuis l'expulsion spectaculaire du 6 novembre 1880, la communauté vit aux portes du monastère. Les offices quotidiens sont célébrés à l'Abbaye Sainte-Cécile de Solesmes, ou à l'église paroissiale qui jouxte le monastère de Saint-Pierre.
Le 23 août 1895, les moines réintègrent l'abbaye. Le troisième père abbé de Solesmes doit agrandir le monastère devenu trop petit pour une communauté en plein essor. Le travaux débute le 21 mars 1896. Un grand bâtiment qui surplombe la Sarthe s'achève en 1898. Dans le même temps, Solesmes fonde plusieurs monastères, dont celui de Sainte-Anne de Kergonan en 1897. D'ailleurs, il favorise, pour sa région natale, les fondations de l'abbaye Notre-Dame de Wisques (fondée avant son nomination) et de l'abbaye Saint-Paul de Wisques. C'est la raison pour laquelle le monastère masculin apporte le nom de saint Paul, nom religieux de cet abbé,.
Mais la loi de 1901 sur les associations, qui est en fait une loi contre les congrégations, force Dom Delatte et ses frères à s'exiler en Angleterre, le 20 septembre, sur l'île de Wight. Après sept années passées au château d'Appuldurcombe, la communauté s'installe en 1908 dans l'ancienne abbaye de Quarr. Cet épisode permet cependant à la vie monastique de connaître un renouveau dans l'Angleterre anglicane.

### Ses études
Responsable de ce monastère et de toute sa congrégation, mais Dom Delatte continue ses études. D'une part, il s'agit des études sur les épîtres de saint Paul qu'il consulte toujours. D'autre part, il approfondit la connaissance sur la vie monastique. Ainsi, il donne les conférences sur la règle de saint Benoît en faveur des novices. Et ce commentaire devient une publication de référence en 1913. Dans ce contexte, Dom Delatte est un véritable successeur de Dom Guéranger.

### Promotion de liturgie et de chant grégorien
Cet abbé insiste aussi sur la place centrale de la prière liturgique.
En ce qui concerne la liturgie, le rôle de l'abbaye de Solesmes devient mondial, sous Dom Delatte. La restauration du chant grégorien, commencée déjà sous Dom Guéranger, subit sa difficulté pour la diffusion, en raison d'une concurrence avec le Mouvement cécilien, dont les livres de chant en plain-chant sont en usage au Vatican. Or, Dom André Mocquereau, nomme chef de chœur en 1889 par Dom Couturier, commence à obtenir la confiance du pape Léon XIII, avec ses études scientifiques que Dom Delatte soutient. Et en 1904, le nouveau pape Pie X inaugure le projet de l'Édition Vaticane, pour lequel Solesmes est chargé de préparer les notations requises. 
Tâche honorable, mais il s'agit des travaux gratuits par les moines de Solesmes. À la suite d'un désaccord avec le Vatican sur la question de signes rythmiques, depuis 1904 l'abbé Delatte envisage son propre projet de Solesmes, publication d'une édition critique du chant grégorien, plus scientifique, qui sera contribuer à financer l'abbaye. Finalement, Dom Delatte décide en 1914 de rétablir la collaboration avec le Saint-Siège, après la résolution du conflit.  
Il est à noter que le projet de Dom Delatte au début du XXe siècle fait laisser un grand trésor à l'atelier de la Paléographie musicale de Solesmes. Car, après cette manœuvre, beaucoup de précieux manuscrits seront perdus, principalement à cause des guerres. Musicologue et ancien moine de Solesmes, Michel Huglo, souligne en 1996 :

« Pour préparer l'édition du Graduel et de l'Antiphonaire romains, Dom Delatte, abbé de Solesmes, envoya à travers Europe deux de ses moines, Dom Paul Blanchon-Lasserve et Dom Amand Ménager, pour photographier sur des bobines de papier photographique tous les manuscrits notés aptes à la collation pour les futures éditions de chant grégorien : de 1904 à 1906, plus de seize mille trois cents clichés furent pris dans les bibliothèques d'Allemagne, d'Italie et d'Espagne. »

### Fin de vie
Dom Delatte démissionne de sa charge d'abbé en 1921, à l'âge de 73 ans, ne pouvant plus assumer la direction d'une communauté comme celle de Solesmes, du fait de ses infirmité, notamment une paralysie. Dom Cozien lui succède. 
S'il veut se retirer à Wisques, l'état de sa santé empêche son déplacement. Il meurt à Solesmes le 20 septembre 1937, à l'âge de 89 ans, après seize années d'une retraite simple et humble.

## Doctorat
- 1882 : docteur en théologie, par l'université catholique de Lille ;
  - publication de thèse :
Henricus Delatte, sacerdos Cameracensis, De magistro divino erga mentem humanam in ordine naturali dissertatio inauguralis quam, Imprim. Lefort, Lille le 27 juillet 1882, 181 p. ;
N. B. : le doctorat était accordé sous le nom d'Henri Delatte[13],[4],[14].

## Œuvres
- L'Évangile de notre Seigneur Jésus-Christ : le Fils de Dieu, Tours, Alfred Mame et fils, 1928-1929, 1408 p. (lire en ligne)
- Les Epitres de Saint Paul (2 volumes), Tours, Alfred Mame et fils, 1922, 920 p. (lire en ligne)

- Vivre l'union à Dieu (éd. Abbaye de Solesmes - 201 pages -  (ISBN 978-2-85274-247-5))
- Contempler l'Invisible (éd. Abbaye de Solesmes - 126 pages -  (ISBN 978-2-85274-003-7)) - épuisé
- Demeurez Dans Mon Amour (éd. Abbaye de Solesmes - 60 pages -  (ISBN 978-2-85274-026-6))
- Commentaire Sur la Règle de saint Benoît, Paris, Plon - Alfred Mame et fils, 1913, 8e éd., 591 p. (lire en ligne)
- La Vie Monastique à l'École de saint Benoît (éd. Abbaye de Solesmes - 64 pages -  (ISBN 978-2-85274-050-1))
- Le Christ Dans saint Paul, Abbaye de Solesmes, 1985, 128 p., 135x205 mm (ISBN 978-2-85274-100-3, lire en ligne)
- Retraite avec dom Delatte  (textes recueillis et présentés par un moine de Solesmes), Abbaye de Solesmes, 1991, 96 p. (ISBN 978-2-85274-002-0)
- Dom Guéranger, abbé de Solesmes, t. I, Paris, Plon-Nourrit, 1909 (lire en ligne)
- Dom Guéranger, abbé de Solesmes, t. II, Paris, Plon-Nourrit, 1910 (lire en ligne)
- Commentaire de Dom Delatte sur l'Encyclique Pascendi de saint Pie X, éditions de Randol, 2024, 151 p. (ISBN 978-2492-211-08-9)